# Nîzî, Sokal
Nîzî (în ucraineană Низи) este un sat în comuna Vaniv din raionul Sokal, regiunea Liov, Ucraina.

## Demografie
Componența lingvistică a localității Nîzî
     Ucraineană (99,41%)
     Alte limbi (0,59%)
Conform recensământului din 2001, majoritatea populației localității Nîzî era vorbitoare de ucraineană (99,41%), existând în minoritate și vorbitori de alte limbi.